# Fussball Nordstern Basel 1901
Il Football Club Nordstern Basilea (ufficialmente, in tedesco Fussball Nordstern Basel 1901) è una società calcistica svizzera con sede nella città di Basilea. La sua fondazione risale al 21 marzo 1901.
Attualmente milita nella Seconda Lega interregionale.

## Cronistoria
- 1901 – 1911: ?
- 1911 – 1943: Divisione Nazionale A
- 1944 – 1952: Divisione Nazionale B
- 1952 – 1954: Prima Lega
- 1954 – 1958: Divisione Nazionale B
- 1958 – 1960: Prima Lega
- 1960 – 1961: Divisione Nazionale B
- 1961 – 1973: ?
- 1973 – 1978: Divisione Nazionale B
- 1978 – 1979: Divisione Nazionale A
- 1979 – 1980: Divisione Nazionale B
- 1980 – 1982: Divisione Nazionale A
- 1982 – 1984: Divisione Nazionale B
- 1984 – ????: ?
- ???? – : Terza Lega

## Palmarès

### Competizioni nazionali
- Lega Nazionale B: 1

1977-1978
- Prima Lega: 1

1972-1973

### Altri piazzamenti
- Campionato svizzero:

Secondo posto: 1922-1923, 1923-1924, 1926-1927, 1927-1928
- Coppa Svizzera:

Finalista: 1934-1935, 1938-1939
Semifinalista: 1926-1927, 1956-1957
- Challenge League:

Secondo posto: 1979-1980
Terzo posto: 1976-1977